# 브라질의 군주

이 문서는 포르투갈 브라질 알가르브 연합왕국과 브라질 제국의 군주 목록에 대해 서술한다.

## 포르투갈 브라질 알가르브 연합왕국
- 마리아(1815 - 1816, 포르투갈 여왕(1777 - 1816))
- 주앙(1816 - 1822, 포르투갈 국왕(1816 - 1826))

## 브라질 제국
- 페드루 1세(1822 - 1831, 포르투갈 국왕(1826))
- 페드루 2세(1831 - 1889)

## 같이 보기
- 브라질의 역사
- 포르투갈의 역사
- 브라질의 대통령 목록
- 포르투갈 국왕